# فیلیپو اولیانا
فیلیپو اولیانا (انگلیسی: Filippo Oliana؛ زادهٔ ۳۰ ژوئن ۱۹۹۹) بازیکن فوتبال است.